# Estuna distrikt
Estuna distrikt är ett distrikt i Norrtälje kommun och Stockholms län. 
Distriktet ligger norr om Norrtälje. 

## Tidigare administrativ tillhörighet
Distriktet inrättades 2016 och utgörs av socknen Estuna i Norrtälje kommun, förutom det område som överfördes till Norrtälje församling 1 januari 1983.
Området motsvarar den omfattning Estuna församling hade vid årsskiftet 1999/2000.